# Борщевая (Харьковский район)
Борщевая (укр. Борщова) — село, 
Слобожанский сельский совет,
Харьковский район,
Харьковская область.
Код КОАТУУ — 6325181002. Население по переписи 2001 года составляет 403 (179/224 м/ж) человека.

## Географическое положение
Село Борщевая находится на левом берегу реки Харьков,
выше по течению примыкает к селу Слобожанское,
ниже по течению на расстоянии в 1,5 км расположено село Русские Тишки.

## История
- 1672 — дата первого упоминания слободы[1].
- В середине 19 века в Борщевом были православная церковь и пять ветряные мельницы.[2]

## Достопримечательности
- Братская могила советских воинов. Похоронено 29 воинов.

## Религия
- Церковь Тихона Задонского.